# Powiat de Łęczyca
Pour les articles homonymes, voir Łęczyca (homonymie).
Le powiat de Łęczyca (polonais : powiat łęczycki) est un powiat (district - une division administrative territoriale) de la voïvodie de Łódź, dans le centre de la Pologne.
Il est né le 1er janvier 1999, à la suite des réformes polonaises de gouvernement local passées en 1998 et créée en 2002 à partir de la zone nord-est du powiat de Łódź-est. 
Le siège administratif (chef-lieu) du powiat est la ville de Łęczyca, seule ville du powiat, qui se trouve à 35 kilomètres au nord-ouest de Łódź (capitale de la voïvodie).
Le district couvre une superficie de 774 kilomètres carrés. En 2006, sa population totale est de 53 435 habitants, avec une population pour la ville de Łęczyca de 15 423 habitants et une population rurale de 38 012 habitants.

## Division administrative
Le district est subdivisé en 8 gminy (communes) (1 urbaine et 7 rurales) :
- Commune urbaine: Łęczyca
- Communes rurales : Daszyna, Góra Świętej Małgorzaty, Grabów, Łęczyca, Piątek, Świnice Warckie, Witonia

Celles-ci sont inscrites dans le tableau suivant, dans l'ordre décroissant de la population.
| Gmina                                     | Type   | Superficie (km²) | Population (2006) | Siège                   |
| Łęczyca                                   | urbain | 9,0              | 15423             |                         |
| Łęczyca                                   | rural  | 150,8            | 8549              | Łęczyca *               |
| Piątek                                    | rural  | 133,2            | 6574              | Piątek                  |
| Grabów                                    | rural  | 154,8            | 6480              | Grabów                  |
| Góra Świętej Małgorzaty                   | rural  | 90,4             | 4578              | Góra Świętej Małgorzaty |
| Daszyna                                   | rural  | 81,0             | 4207              | Daszyna                 |
| Świnice Warckie                           | rural  | 94,0             | 4114              | Świnice Warckie         |
| Witonia                                   | rural  | 60,5             | 3510              | Witonia                 |
| * le siège ne fait pas partie de la gmina |        |                  |                   |                         |

## Démographie
Données du 30 juin 2014
| Description | Total  | Total | Femmes | Femmes | Hommes | Hommes |
| ----------- | ------ | ----- | ------ | ------ | ------ | ------ |
| Unité       | Nombre | %     | Nombre | %      | Nombre | %      |
| Population  | 51 469 | 100   | 26 338 | 51,17  | 25 131 | 48,83  |
| Urbain      | 14 730 | 28,62 | 7 862  | 15,28  | 6 868  | 13,34  |
| Rural       | 36 739 | 71,38 | 18 476 | 35,90  | 18 263 | 35,48  |

## Histoire
De 1975 à 1998, les différentes gminy du powiat actuel appartenaient administrativement aux voïvodies de Konin et de Płock.